# Anna Bond
Anna Bond es una película de acción en idioma kannada escrita y dirigida por Duniya Soori. Producida por Parvathamma Rajkumar, fue protagonizado por Puneeth Rajkumar, Nidhi Subbaiah y Priyamani en los papeles principales y Jackie Shroff en un papel antagónico. La película fue estrenada el 1 de mayo de 2012. Anna Bond recibió críticas mediocres. Fue mencionada en la lista de "Las películas kannada más decepcionantes de 2012" por Rediff, obteniendo reseñas negativas de parte de la crítica especializada.

## Sinopsis
Bond Ravi (Puneeth Rajkumar) es un hombre generoso que tiene la tendencia de ayudar a los demás. Él es un campeón de karate que trabaja en un campamento médico de Singapur. Se encuentra con Meera (Priyamani) en un autobús y termina encantado con ella. Un día, Meera visita el mismo pueblo donde vive Bond Ravi para hacer una película documental. Allí dará inicio una historia de peligros y acción, enmarcada en el romance de Ravi y Meera.

## Reparto
- Puneeth Rajkumar como Bond Ravi.
- Nidhi Subbaiah como Divya.
- Priyamani como Meera.
- Rangayana Raghu como Chapathi Babu.
- Avinash como Chandrakanth.
- Jackie Shroff como Charlie.
- Balu Nagendra como Bala.
- John Kokken como John Mathew.